# 芒种
- 立春
- 雨水
- 惊蛰
- 春分
- 清明
- 谷雨
- 立夏
- 小满
- 芒种
- 夏至
- 小暑
- 大暑
- 立秋
- 处暑
- 白露
- 秋分
- 寒露
- 霜降
- 立冬
- 小雪
- 大雪
- 冬至
- 小寒
- 大寒

| 歲   | 開始             | 結束             |
| ---- | ---------------- | ---------------- |
| 辛巳 | 2001-06-05 14:53 | 2001-06-21 07:37 |
| 壬午 | 2002-06-05 20:44 | 2002-06-21 13:24 |
| 癸未 | 2003-06-06 02:19 | 2003-06-21 19:10 |
| 甲申 | 2004-06-05 08:13 | 2004-06-21 00:56 |
| 乙酉 | 2005-06-05 14:01 | 2005-06-21 06:46 |
| 丙戌 | 2006-06-05 19:36 | 2006-06-21 12:25 |
| 丁亥 | 2007-06-06 01:27 | 2007-06-21 18:06 |
| 戊子 | 2008-06-05 07:11 | 2008-06-20 23:59 |
| 己丑 | 2009-06-05 12:59 | 2009-06-21 05:45 |
| 庚寅 | 2010-06-05 18:49 | 2010-06-21 11:28 |
| 辛卯 | 2011-06-06 00:27 | 2011-06-21 17:16 |
| 壬辰 | 2012-06-05 06:25 | 2012-06-20 23:08 |
| 癸巳 | 2013-06-05 12:23 | 2013-06-21 05:03 |
| 甲午 | 2014-06-05 18:03 | 2014-06-21 10:51 |
| 乙未 | 2015-06-05 23:58 | 2015-06-21 16:37 |
| 丙申 | 2016-06-05 05:48 | 2016-06-20 22:34 |
| 丁酉 | 2017-06-05 11:36 | 2017-06-21 04:24 |
| 戊戌 | 2018-06-05 17:29 | 2018-06-21 10:07 |
| 己亥 | 2019-06-05 23:06 | 2019-06-21 15:54 |
| 庚子 | 2020-06-05 04:58 | 2020-06-20 21:43 |
| 辛丑 | 2021-06-05 10:52 | 2021-06-21 03:32 |
| 壬寅 | 2022-06-05 16:25 | 2022-06-21 09:13 |
| 癸卯 | 2023-06-05 22:18 | 2023-06-21 14:58 |
| 甲辰 | 2024-06-05 04:10 | 2024-06-20 20:51 |

數據來源：噴氣推進實驗室線上曆書系統
芒种，是二十四节气之一，落在6月6日前后（5日－7日），斗指丙，太阳到达黄经75度。芒種一詞之意，是黃河流域地區在此時稻子已結實成「種」，而結實的稻子榖粒上長出了細芒。芒種也是農作物種植時間的分界點。到了此時，華南地區的梅雨季節即將結束，轉變為午後雷陣雨。天氣也會逐漸轉為乾熱，使得不適合夏日栽種的農作物的生長率、存活率相對降低。而长江中下游以及日本南部地区則在此時进入梅雨季节。而太陽也在芒種當天直射港澳地區。

## 物候
芒种在大中華地區分為三候，即：
- 螳螂生：螳螂破卵而出。
- 鵙始鸣：伯勞鳥開始在枝頭出現，並且開始鳴叫。
- 反舌无声：反舌鳥停止了鳴叫。[5][10][6][11]

至於日本，則在江戶時代由曆學家涉川春海改訂了七十二候，使之符合日本之氣候風土。因此，芒種在日本分為以下三候：
- 螳螂生：螳螂破卵而出。
- 腐草為螢：螢火蟲開始出現。
- 梅子黃：梅子果實黃熟。[12][13]

## 農漁業
芒種前後，臺灣基隆、澎湖與臺南外海會有大量小卷漁獲、高雄外海和巴士海峽則會出現鰹魚群、而小琉球與蘇澳外海則可捕獲飛魚。至於當令水果則有西瓜、荔枝、芒果、鳳梨等。水稻則進入穀粒充實期。而中國大陸的四川盆地則在此時結束了麥收季節，中稻與紅苕的移栽也接近尾聲。华北地區的一般麥田也在此時開始收割，中國東北地區也插完了稻秧。

## 氣候
芒種時節，長江沿岸多雨，而黄淮平原也開始進入雨季，芒種前後如果有持續多日的陰雨天氣以及大風、冰雹的話，常使小麥無法及時收割，導致農業損失。芒種之後，长江中下游地区進入梅雨季节，日照時數減少，雨量增加，偶有低溫情形，至於華南地區則進入一年降水最多的时节。而中國西南地區也在芒種時節前後進入了多雨時節，該地區西部的高原冰雹現象也逐漸增多。中國東北的嫩江流域在1971年至2000年的30年间最热的一天，也出現在芒种期间，高達37.1°C。1981年至2010年的氣象觀測資料顯示，臺灣在芒種當日的平均氣溫為26.8°C、平均最高氣溫為30.4°C、而平均最低氣溫則為24.0°C。至於香港在同樣時間範圍的平均氣溫則為27.3°C、平均最高氣溫為29.6°C、而平均最低氣溫則為25.6°C。日本南部地区也在此時进入了梅雨季节。沖繩地區也在小滿至芒種這段期間進入梅雨季，也因此梅雨被當地居民稱做「小滿芒種」。

## 文獻記載
1. 清代《曆書》：「斗指丙為芒種，此時可種有芒之穀，過此即失效，故名芒種也。」[5]
2. 清代賈天慶所編《月令七十二候集解》：「五月節，謂有芒之種穀可稼種矣。」[5][10][11]
3. 西漢末讖緯之書《通纬·孝经援神契》：“小滿後十五日，斗指丙，为芒種，五月節。言有芒之穀可播種也。”[6]
4. 最早可朔源於西漢淮南王劉安主導召集門下賓客群臣所編撰的《淮南子·天文訓》：「日北至，蔀藟死，螳螂生，鵙始鳴，半夏生，木槿榮，是謂芒種。」

## 習俗
中國古代在芒種日當天，民間會有祭祀花神的儀式，以餞送花神歸位，並表達對花神的感激之意。《紅樓夢》中也有描述此習俗之景況。而皖南地區則在芒種時節有安苗的習俗。該習俗始于明初，是為了在種完水稻後祈求秋季有好收成，以新麥麵蒸發包，將麵捏成蔬果、穀物與家畜的形狀，並用蔬菜汁將其染色作為供品。至於贵州省黔東南苗族侗族自治州黎平县的侗族則在芒種日有打泥巴仗的習俗，當日新婚夫妇一同至田间插秧，並在插完秧苗後抓起田裡的泥巴互相投掷。河北省盐山县则在这天有“嫁树”的习俗，用刀在枣树上划几下，以求多结果实。日本各地在芒種時也有各種祈求豐收的農業祭祀活動。

## 俗諺

### 臺灣
1. 「芒種夏至，檨仔（芒果）落蒂」：臺灣南部的芒果會在芒種前後採收並上市[1][2][14]。
2. 「芒種蝶仔討無食」：芒種時，許多花種的花期已過，導致蝴蝶沒有大量花粉可以採食[1][2][14]。
3. 「四月芒種雨，五月無乾土，六月火燒埔」：芒種日若降雨，就會持續下到農曆五月，導致沒有任何土地是乾燥的。到了農曆六月則會轉為炎熱的天氣[1][14]。
4. 「芒種瘋鯊」：臺灣鹿港一帶海域在芒種前後會有鯊魚出現[1][14]。
5. 「芒種逢雷美亦然，端陽有雨是豐年」：芒種時，若有大雷雨降臨，即為豐收的預兆[2][14]。

### 中國大陸
1. 「芒種夏至天，走路要人牽；牽的要人拉，拉的要人推」：江蘇、安徽、四川、湖北、貴州、江西等地俗諺。有指夏季炎熱的天氣使人們變得懶散者[5]，亦有指因阴雨天多容易滑倒者[8]。
2. 「芒種忙忙栽」：四川俗諺，指該地中稻與紅苕移栽在芒種時接近尾聲，若栽種過遲將導致產量降低[10]。
3. 「芒种夏至是水节，如若无雨是旱天」：廣東俗諺，指這段期間若無雨則將乾旱[8]。
4. 「芒种夏至，水浸禾田」：廣東俗諺，指這段期間雨多[8]。
5. 「芒种落雨，端午涨水」：湖南俗諺，指這段期間雨多且容易淹水[8]。
6. 「芒种夏至常雨，台风迟来；芒种夏至少雨，台风早来」：福建俗諺，說明芒種雨量與颱風之關係[8]。

## 逸事
在小说《红楼梦》中，芒種是書中林黛玉葬花之日；中国大陆红学家周汝昌和作家刘心武都认为芒种是该书主角賈寶玉的生日，周汝昌还认为这一日同时是小说作者曹雪芹的生日。